# Rial (munteenheid)
De term rial of riyal komt voor in de munteenheden van Iran en meerdere landen op het Arabisch Schiereiland. De term is afgeleid van de Spaanse real, lange tijd een toonaangevende valuta. Real betekent 'koninklijk'. Ook de Cambodjaanse riel is hiervan afgeleid.

## Hedendaagse rials
- Rial
  - Iraanse rial
  - Jemenitische rial
  - Marokkaanse rial (vervangen door de Marokkaanse dirham)
  - Noord-Jemenitische rial (vervangen door de Jemenitische rial)
  - Omaanse rial
  - Qatarese rial
  - Tunesische rial (vervangen door de Tunesische dinar)
  - Zanzibarese rial
- Riyal
  - Hidjaz-riyal
  - Saoedi-Arabische riyal
- Riel
  - Cambodjaanse riel
- Real
  - Braziliaanse real
  - Mexicaanse real (vervangen door de Mexicaanse peso)
  - Spaanse real (vervangen door de Spaanse peseta, daarna door de Euro)
  - Portugese real (vervangen door de Portugese escudo, daarna door de Euro)